# إرم دريجي
إرم دريجي (مواليد 21 مارس 1987) مغنية وكاتبة أغاني تركية. اشتهرت في أوائل عام 2010 في تركيا من خلال أغانيها "Zorun Ne Sevgilim" و "Kalbimin Tek Sahibine" و "Dantel".

## الحياة والعمل
ولدت إرم دريجي في 21 مارس 1987، وهي ابنة خلوصي دريجي وجيل إيديز.  في سن الرابعة، بدأت العزف على البيانو،  ولاحقًا تلقت دروسًا في العزف على البيانو في مدرسة معهد الفنون الجميلة بجامعة معمار سنان. درست دريجي علم الاجتماع في جامعة إسطنبول المعلوماتية، وأثناء دراستها للاتصالات التسويقية شاركت في مسابقة الغناء ذا فويز تركيا وتقدمت إلى المرحلة نصف النهائية. في غضون ذلك، بدأت في الأداء في أماكن مختلفة في تركيا مع فرقة اسمها مونوبوب.
مع إصدار الأغنية المنفردة "Bensiz Yapamazsın" في عام 2012، بدأت دريجي مسيرتها الموسيقية الاحترافية. في مايو 2013، تم إصدار أغنيتها الثانية "Düşler Ülkesinin Gelgit Akıllısı". أول كليب للألبوم "Sevgi Olsun Taştan Olsun"، تلاه كليب آخر "Zorun Ne Sevgilim". ظل "Zorun Ne Sevgilim" في المركز الثاني على Türkçe Top 20 لمدة ثلاثة أسابيع. أصدرت دريجي بعد ذلك أغنية جديدة بعنوان "Neredesin Sen؟" كتبها نشأت أرتاش.
في عام 2014، حققت أغنيتها المنفردة "Kalbimin Tek Sahibine" نجاحًا كبيرًا في تركيا وشاهدها الملايين على يوتيوب. في نفس العام، تم إصدار ثاني أغنية منفردة لها Üç، وتم عمل كليبين "Bir miyiz؟" و "Nabza Göre Şerbet". احتلت أغنية "Nabza Göre Şerbet" المرتبة الثالثة على لائحة الموسيقى الرسمية في تركيا. في عام 2015، تم إصدار أغنيتين فرديتين "Değmezsin Ağlamaya" و "Aşk Eşittir Biz" في مارس وسبتمبر على التوالي. أصبحت "Aşk Eşittir Biz" الأولى في تركيا. في نفس العام، تعاونت دريجي مع ايمره كارادومان في ألبومه Tozduman وظهر في أغنية "Nerden Bilecekmiş".
أصدرت دريجي أول ألبوم لها Dantel في فبراير 2016 تحت إنتاج GNL Entertainment. احتلت أغنية "Dantel" من الألبوم المرتبة الأولى في تركيا لمدة أربعة أسابيع متواصلة. الكليب الثاني للألبوم أغنية "Evlenmene Bak" الذي ظهر فيها سنان اكتشيل. بعد ذلك، تم عمل كليب ثالث ورابع لأغنيتي "Dur Yavaş" و "Bana Hiçbir Şey Olmaz".
من 13 سبتمبر 2014 إلى 22 مارس 2016، تزوجت دريجي من المنظم رضا إسندمير.  من 11 يوليو إلى 21 سبتمبر 2016، شغلت منصب مقيمة في الموسم الثاني من مسابقة الغناء النجم الصاعد تركيا.
في عام 2017 تعاونت مع مصطفى جيجلي في ألبومه Zincirimi Kırdı Aşk وظهرت في أغنية "Kıymetlim". وظهرت مع جوكتشا في كليب أغنية Yonca Evcimik الجديد "Kendine Gel". في نفس العام، أصدرت أغنية جديدة بعنوان "Tektaş"، احتلت المرتبة الثامنة على لائحة الموسيقى الرسمية في تركيا. ثم قامت بعد ذلك بإصدار أغنية "Sevimli" للموسيقى التصويرية لفيلم Bekâr Bekir. في نوفمبر، أصدرت دريجي أغنية "Bazı Aşklar Yarım Kalmalı"، والتي صعدت إلى المركز الثالث على لائحة الموسيقى الرسمية في تركيا.
في أغسطس 2018، صدر ألبومها الثاني Sabıka Kaydı. تم نشر الكليب في نفس اليوم لأغنية الألبوم الرئيسية "Ben Tek Siz Hepiniz". في فبراير 2019، أصدرت دريجي أغنيتها العاشرة "Meftun"،  وفي 31 مايو 2019 أصدرت أول ألبوم غلاف لها Mest Of، والذي يحتوي على ثماني أغنيات تركية شهيرة من التسعينيات. اعتقد مايك شيشمان من صحيفة ملليت أن ألبوم دريجي الجديد كان «ناجحًا كفكرة» وأطلق على "Bende Hüküm Sür" لقب أفضل أغنية لها.

## الأغاني

### ألبومات
| عام  | البوم                                                                      | المبيعات والشهادات |
| ---- | -------------------------------------------------------------------------- | ------------------ |
| 2016 | دانتيل - تاريخ الإصدار: 12 فبراير 2016 - التنسيق: MC ، CD ، تنزيل رقمي     |                    |
| 2018 | Sabıka Kaydı - تاريخ الصدور: 10 أغسطس 2018 - التنسيق: MC ، CD ، تنزيل رقمي |                    |

### ألبومات كوفر
| عام  | البوم                                                    | المبيعات والشهادات |
| ---- | -------------------------------------------------------- | ------------------ |
| 2019 | ميست - تاريخ الإصدار: 31 مايو 2019 - التنسيق: تنزيل رقمي |                    |

| عام  | عنوان |
| ---- | --- |
| 2012 | "Bensiz Yapamazsın" - تاريخ الصدور: 9 تشرين الثاني (نوفمبر) 2012 - التنسيق: قرص مضغوط، تنزيل رقمي          |
| 2013 | "Düşler Ülkesinin Gelgit Akıllısı" - تاريخ الصدور: 31 مايو 2013 - التنسيق: قرص مضغوط، تنزيل رقمي           |
| 2014 | "Neredesin Sen" - تاريخ الصدور: 10 فبراير 2014 - التنسيق: تنزيل رقمي                                       |
| 2014 | "Kalbimin Tek Sahibine" - صدر: 24 أبريل 2014 - التنسيق: قرص مضغوط، تنزيل رقمي                              |
| 2015 | "Aşk Eşittir Biz" - صدر: 9 سبتمبر 2015 - التنسيق: قرص مضغوط، تنزيل رقمي                                    |
| 2016 | "Bambaşka Biri" (بطولة ياسين كيليش) - تاريخ الإصدار: 3 يونيو 2016 - التنسيق: تنزيل رقمي                    |
| 2017 | "Tektaş" - تاريخ الإصدار: 21 أبريل 2017 - التنسيق: قرص مضغوط، تنزيل رقمي                                   |
| 2017 | "Sevimli (Bekar Bekir موسيقى الفيلم أصلية)" - تاريخ الصدور: 10 أغسطس 2017 - التنسيق: قرص مضغوط، تنزيل رقمي |
| 2017 | "Bazı Aşklar Yarım Kalmalı" - تاريخ الإصدار: 3 نوفمبر 2017 - التنسيق: قرص مضغوط، تنزيل رقمي                |
| 2018 | "Hadi Gel" - تاريخ الصدور: 14 فبراير 2018 - التنسيق: قرص مضغوط، تنزيل رقمي                                 |
| 2019 | "Meftun" - تاريخ الصدور: 26 فبراير 2019 - التنسيق: قرص مضغوط، تنزيل رقمي                                   |
| 2020 | "Dudak Payı" - تاريخ الصدور: 17 أبريل 2020 - التنسيق: قرص مضغوط، تنزيل رقمي                                |
| 2021 | "Vazgeçtim İnan" - تاريخ الصدور: 1 يناير 2021 - التنسيق: قرص مضغوط، تنزيل رقمي                             |

### أعمال أخرى
| أغنية                                                   | عام  | البوم                                |
| ------------------------------------------------------- | ---- | ------------------------------------ |
| "Nereden Bilecekmiş" (مع ايمره كارادومان)               | 2015 | Toz Duman                            |
| "جير كانيما" (مع هارون كولتشاك)                         | 2016 | Çeyrek Asır                          |
| "Kıymetlim" (مع مصطفى جيجلي)                            | 2017 | Zincirimi Kırdı Aşk                  |
| "Bir Tanedir" (مع سنان أقجيل وميري يوسف وسنان جيجلي)    | 2017 | Söyle                                |
| "Kendine Gel" (مع يونجا إفجيميك وجوكتشا)                | 2017 | Kendine Gel                          |
| "Sana İhtiyacım Var" (مع What Da Funk)                  | 2017 | WDF1                                 |
| "Cahil Cesareti" (مع كان كرامايا)                       | 2018 | Cahil Cesareti                       |
| "Bin Dereden"                                           | 2018 | Yıldız Tilbe 'nin Yıldızlı Şarkıları |
| "Fırtınalar"                                            | 2019 | Aşkın'ın Şarkıları                   |
| "Çok Sevmek Yasaklanmalı" (مع مصطفى جيجلي وسنان أكتشيل) | 2020 | Piyanist                             |
| "Teşekkürler" (مع سنان أكتشيل)                          | 2020 | Piyanist                             |

## فيلموغرافيا
السينما
- Bekâr Bekir (2017)

التلفاز
- ذا فويز تركيا (2011) - نفسها (متسابقة)
- İşte Benim Stilim (2016) - نفسها (قاضية ضيفة)
- Jet Sosyete (2018) - نفسها [21]
- Kalk Gidelim (2019) - نفسها
- اتصل بمدير أعمالي (2020) - نفسها

## وصلات خارجية
- الموقع الرسمي